# Nosotros los Gómez
Nosotros los Gómez fue una serie de situación de comedia mexicana que estrenó en 1987, y estuvo al aire durante dos años y medio. Era parte de la barra cómica del Canal De Las Estrellas transmitida originalmente, los martes a las 8:00 p. m. (CST). Fue producida por Humberto Navarro. La serie se grababa primordialmente en Televisa Chapultepec y ocasionalmente en Televisa San Ángel. Los escritores de la serie fueron: Evita Muñoz "Chachita", Hugo Macías Macotela, Victor Hugo Rascón Banda, Manuel Bauche, Héctor Dupuy, Mauricio Macías M, "Grupo Creativo Televisa", etc. La serie constó de 185 episodios.
Esta serie marcó la reunión de "Chachita" y "El Pichi", casi cuarenta años después de que se hicieron "novios" en la pantalla grande en Ustedes los ricos. Fue un concepto originalmente ideado por Evita Muñoz "Chachita", y Humberto Navarro. Las raíces del concepto de esta serie, se encuentran en series del mismo estilo de sit-com norteamericanos de la misma década, como: The Cosby Show, y de los sesenta, como: The Brady Bunch.

## Argumento
Los Gómez era una familia de clase media con tres hijos y tres hijas que vivían en la Ciudad de México. La mayoría de las situaciones cómicas se desarrollaban en la residencia de la familia Gómez y en la oficina donde Freddy Gómez trabajaba como ejecutivo. 
El enfoque principal de la serie, casi siempre se concentraba en los problemas: tanto infantiles, adolescentes, y de adultos jóvenes; que tenían los hijos de los Gómez. Para solucionar estos conflictos familiares, recibían: consejos, reprimendas, y mucho cariño, por parte de sus padres.

## Reparto

### Personajes
- Evita Muñoz "Chachita" ... Chachita Gómez
- Freddy Fernández "El Pichi" ... Freddy Gómez
- Arturo Adonay ... Alfredo Gómez
- Claudia Ivette ... Claudia Gómez
- Marisol Mijares ... Marisol Gómez
- Felipe Lara ... Felipe Gómez
- Alejandro Schaar ... Alejandro Gómez
- Elsa Nava ... María Gómez

### Otros Personajes Recurrentes
- Mauricio Macías ... Joven Macotela
- Olivia Peña ... Olivia
- Carlos Yustis ... El Lechero
- Rambo

## Estrellas invitadas
- Silvia Pinal
- Claudia Islas
- Rene Cardona
- David Reynoso
- Germán Robles
- Olga Breeskin
- Kitty de Hoyos
- Clavillazo
- Resortes
- Pompin Iglesias
- Manuel Gurria
- Raul Ramírez
- Fernando Ciangerotti
- Alejandra Ávalos
- Ruben Rojo
- Gustavo Rojo
- Sergio Kleiner
- Miguel Palmer
- Jorge Galván
- Guillermo Zarur
- Rosangela Balbó
- Ignacio Nacho
- Napoleón
- Elizabeth Dupeyrón
- Queta Lavat
- Pilar Delgado

## Retransmisión
La serie es retransmitida constantemente, en canales como: Distrito Comedia.

## Ficha Técnica
- Productor y director general ... Humberto Navarro
- Productor ejecutivo ... Guillermo Nuñez de Cáceres
- Directores de Escena ... Hugo Macías Macotela, Karlos Velázquez, Humberto Navarro, etc.
- Director de Cámaras ... Pedro Vázquez